# Крејг Шефер
Крејг Шефер (енгл. Craig Sheffer; Јорк, 23. април 1960) је амерички глумац. Глумио је у доста филмова и телевизијских серија, али је првенствено остао упамћен по улози Кита Скота, у америчкој телевизијској серији Три Хил.